# روضة ابن هباس
روضة هباس؛ هي مدينة تقع في شمال المملكة العربية السعودية وتتبع امارة منطقة الحدود الشمالية يبلغ عدد سكان المدينة (الروضة) أكثر من عشرة آلاف نسمة حيث تعد الأكبر في منطقة الحدود الشمالية ،وتعود نشأتها بطلب من الأمير نايف الهباس  ( شيخ عشائر الربيعية من عبده من شمر وأمير روضة هباس ) إلى الملك فيصل بن عبدالعزيز رحمهم الله جميعًا وصدر أوامره بالموافقة ورئيس مركز إمارة روضة هباس حاليا الشيخ / 
هباس بن نايف الهباس ( نائب شيخ الربيعية من عبده من شمر )

## الاسم الرسمي
روضة هباس، نسبة إلى الفارس/ هباس بن هرشان من مشاهير نجد وفرسانها. فقد كان يرحمه الله أحد الفرسان المقربين للأمير / عبدالعزيز الرشيد
الا أن الملك عبدالعزيز استطاع بدهائه ونيته الصالحة أن يجعل الآلاف من أعدائه أصدقاء وجنودا مخلصين أوفيا له يحبونه كحبهم لأنفسهم . وهذا ماحصل مع الفارس هباس حيث صار هو الفارس الخاص للملك عبدالعزيز في وقعة (جراب) سنة ١٣٣٣ وتأسست في عهد الملك فيصل بن عبد العزيز آل سعود 

## النشأة
قبل التسعينات الهجرية كان الشيخ نايف بن هباس شيخ شمل الربيعية من عبده من شمر، يتنقل شمال البلاد وشمالها الشرقي حتى حدود « الصرار ) حيث الماء والكلا وفي سنة ١٣٩٢ ه ، رأى ابن هباس أن تستقر عشيرته وأن تتحضر وطلب لها موقعاً من الدولة ، حيث شجعته أمارة الحدود الشمالية على توطينه عشائره ، وأقرت له موقعه الذي اختاره ، ثم صدرت أوامر الملك فيصل يرحمه الله بمنحه وقبيلته [روضة هباس] وأصبح أميراً لها ، وهي موقع مميز معروف كانت إحدى مراعي القبيلة ، وتقع على الطريق العام - خط التابلاين - الذي يربط الخليج العربي ببلاد الشام .
وأسس الامير ابن هباس روضته وعمرها ، وتوافد عليه أناس كثيرون من عبده وغيرهم ، وجلب لها الخدمات الضرورية بمساعدة المسئولين بالحدود الشمالية. 

## الموقع
تقع شرق مدينة رفحاء على الطريق الدولي الرابط بين دول الخليج العربي ودول الشام، وتبعد عن رفحا ما يقارب 90 كيلو متراً على خط التابلاين وشمال غرب حفر الباطن ما يقارب 180 كيلو متر.

## التقسيم الإداري
تعتبر مركز تابع لمحافظة رفحاء التابعة لمنطقة الحدود الشمالية.

## المرافق العامة والإدارية
- بلدية روضة هباس
- مركز شرطة.
- مركز أمن الطرق.
- مركز صحي.
- مركز الهلال الأحمر.
- محطات وقود.
- مراكز صيانة سيارات.